# 61 timmar
61 timmar (61 Hours), är den fjortonde boken om Jack Reacher av Lee Child. Den utgavs på svenska 2011.